# حقوق الإنسان في الجزائر
الرئيس الجزائري عبد العزيز بوتفليقة، على هرم السلطة منذ عام 1999، رفع حالة الطوارئ في أوائل عام 2011، وتحسنت حقوق الإنسان في السنوات الأخيرة.
و مع ذلك هناك بعض الاحتجاجات من حين لآخر؛ لاعتقادهم أنّ فيه بعض القيود لحقوق الإنسان لحالات معينة، لكن القانون الجزائري واضح النظر و صريح مع حرية الصحافة و جميع الحريات المدنية للأفراد و الجماعات.
مما لا شك فيه أن الجزائر مرت بمراحل عديدة خاصة أحداث 5 أكتوبر 1988 التي غيرت وجهة سياسة البلاد إلى التعددية الحزبية، و مع ذلك يرى البعض أن الأفراد و الجماعات لم يكونوا في المستوى المطلوب لحرية التعددية و العمل يد ليد لصالح الوطن.
هذه حقيقة لا مفر منها و لا مهرب؛ خُلِق تعصب حزبي ضيق مبني على خلفيات و لا يخدم الوطن من بعيد أو قريب، فالجبهة الإسلامية للإنقاذ الجزائرية، حُلت لأسباب يعرفها كل الجزائريين و دخل الوطن إلى ما لم يحمد عقباه؛ عشرية سوداء دامت سنوات، ثم بفضل المنان و كثير من السياسيين على المستوى الداخلي و الخارجي جاءت المصالحة الوطنية، التي شُوهد بعدها استقرار البلاد و اصلاحات كبيرة في ميادين شتى قامت بها الحكومة الجزائرية برئاسة عبد العزيز بوتفليقة.
اليوم نستطيع أن نقول بأن حقوق الإنسان في الجزائر تحسنت من عدة جهات، حقوق المرأة وحقوق الطفل، فيما يخص مكانة المرأة الجزائرية سياسيا و مهانيا و تعليميا، كذلك حقوق الطفل مرتبطة ارتباطا وثيقا بالإدماج في التعليم، في الجزائر التعليم التحضيري ليس مجانا في ما يخص الأطفال الذين لهم 5 سنوات يدفع آبائهم شهريا مبلغا رمزيا، ولقد ركزت الحكومة على مجال التعليم من مبدأه إلى منتهاه و أعطته قسطا وافرا من الاهتمام، كذلك التمهيين و التشغيل لكن وبالرغم من ذلك تبقى العديد من المنظمات الدولية كمنظمة العفو الدولية تندد بالإعتقالات ضد نشطاء الحراك منذ عام 2019 وأفادت التقارير أنه جرى اعتقال المئات لمجرد انتقادهم النظام الحاكم ولا يزال الرئيس الجزائري عبد المجيد تبون يرفض حتى الآن الإعتراف بوجود معتقلين سياسيين في البلاد .